# Ibrahima Traoré
Ibrahima Traoré (Villepinte, Francia, 21 de abril de 1988) es un futbolista guineano. Posee también las nacionalidades libanesa[cita requerida] y francesa. Actualmente juega en el Borussia Mönchengladbach de la Bundesliga alemana.

## Clubes
| Club                     | País     | Año           | Partidos | Goles |
| ------------------------ | -------- | ------------- | -------- | ----- |
| Levallois SC             | Francia  | 2006          | ?        | ?     |
| Hertha de Berlín II      | Alemania | 2007-2009     | 61       | 12    |
| Hertha Berlín            | Alemania | 2007-2009     | 1        | 0     |
| F. C. Augsburgo          | Alemania | 2009-2011     | 53       | 8     |
| VfB Stuttgart            | Alemania | 2011-2014     | 99       | 8     |
| Borussia Mönchengladbach | Alemania | 2014-presente | 133      | 10    |